# Austro-Fiat

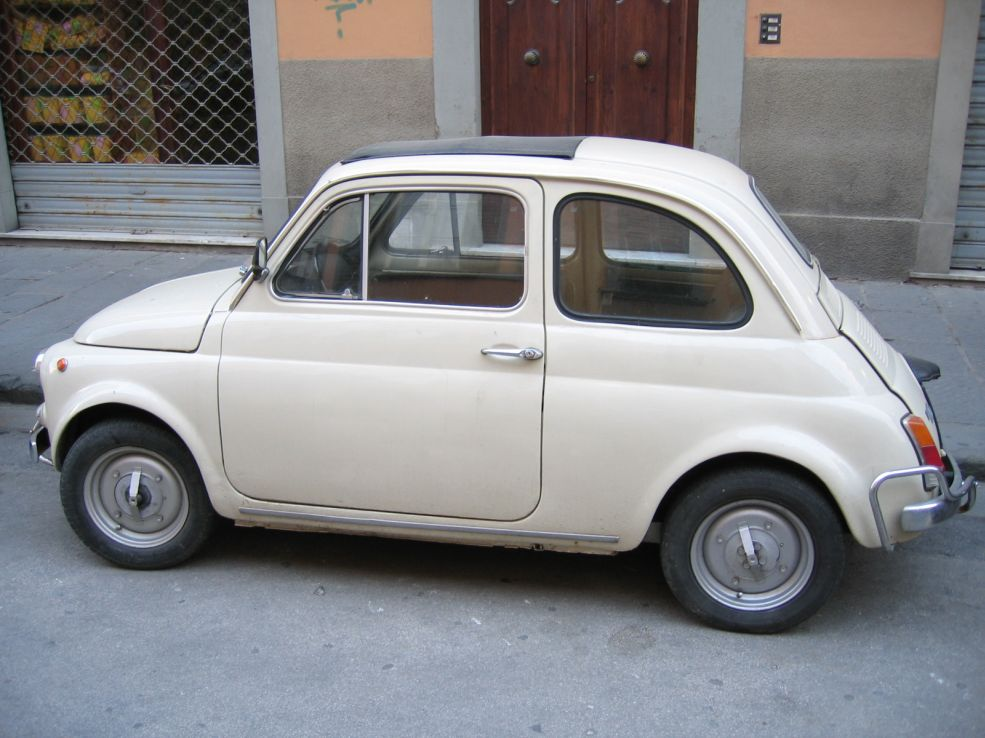
Fiat 500 blev i Österrike populär som licenstillverkade Steyr-Puch 500.

Austro-Fiat var en österrikisk biltillverkare. Företaget grundades i Wien 1907 för tillverkning av Fiatbilar i Österrike-Ungern. Austro-Fiat blev senare en del av Steyr-Daimler-Puch-koncernen. Licenstillverkningen av Fiatmodeller fanns kvar fram till 1970-talet under namnet Steyr-Puch med bland annat Steyr-Puch 500, en variant av Fiat 500.
ÖAF har sina rötter i Austro-Fiat.